# El secret de Kells
El secret de Kells (títol original en anglès: The Secret of Kells) és una pel·lícula d'animació, coproducció franco-belga-irlandesa, estrenada el 2009 al Festival Internacional de Cinema de Berlín. Fou dirigida per Tomm Moore i Nora Twomey, produïda per Les Armateurs, Vivi Film, Cartoon Saloon i France 2 Cinéma; és destinada a un públic infantil. Aquesta pel·lícula ha estat subtitulada i doblada al català.
La pel·lícula s'ambienta en la Irlanda del segle IX i conté nombrosos referents històrics i mitològics. Concretament s'ambienta en l'Abadia de Kells en el moment en què s'està creant el Llibre de Kells, un evangeliari il·luminat, un dels més sumptuosos manuscrits il·luminats de l'Edat mitjana, declarat Memòria del Món de la UNESCO.

## Argument
Brendan és un jove novici de 12 anys que viu al monestir de Kells, governat pel seu estricte oncle, l'abat Cellach. Cellach està obsessionat amb la construcció d'un mur a l'abadia per defensar-la de l'atac dels víquings. Brendan fa d'aprenent al scriptorium del monestir quan arriba el germà Aidà d'Iona, un famós il·luminador, que porta "un llibre que converteix la foscor en llum" (el futur Llibre de Kells, encara inacabat). Aidà es refugia a Kells, amb el seu gat blanc, Pangur Bán, perquè el seu monestir ha estat destruït pels víquings. Brendan està encuriosit pel llibre que porta Aidà i el gat, que custodia el llibre, li deixa veure. Aidà veu que Brendan té talent com a miniaturista i l'encarrega d'anar al bosc a buscar agalles de roure per fer la tinta per acabar el llibre. Al bosc és atacat per una llopada i salvat per Aisling, l'esperit del bosc, que primer recelosa, acaba acceptant-lo i convidant-lo a visitar el bosc quan vulgui. Encara abans de tornar al monestir tenen una trobada amb Crom Cruach, una divinitat maligna de mort i destrucció.
En tornar al monestir, l'oncle Cellach renya Brendan i li prohibeix tornar a anar al bosc i el tanca a l'habitació. Aisling i Pangur Bán alliberen Brendan i torna al bosc a buscar l'Ull de Colm Cille (una lupa), que Aidà li ha dit que necessita per acabar el llibre i que està en mans de Crom Cruach. Demana ajut a Aisling que, tot i que molt espantada, l'ajuda a entrar a la cova de Crom Cruach. Brendan el venç, torna al monestir i continua ajudant Aidà.
Arriben els víquings i saquegen l'abadia i incendien la torre on es refugiaven els vilatans. Brendan i Aidà aconsegueixen escapar entre la fumera. Brendan veu com Cellach és apunyalat per un víquing però Aidà el fa allunyar, ja que no poden fer res. Cellach no obstant sobreviu però creu, desesperat, que el seu nebot és mort. Aidà i Brendan són encara atacats pels víquings en el bosc, però Aisling i la seva llopada els defensen.
Brendan i Aidà viatgen per Irlanda i acaben el llibre. Aidà finalment mor i Brendan, ja adult, retorna a Kells amb Pangur Bán. Allà Cellach, ja gran, se sent culpable i està a punt de morir. Finalment, oncle i nebot es reuneixen i Brendan pot ensenyar al seu oncle el llibre acabat.

## Referents històrics i mitològics
La pel·lícula té els referents històrics evidents en la Irlanda del segle IX: l'Abadia de Kells, atacada diverses vegades pels víquings en el segle IX i que efectivament havia acollit monjos fugits d'Iona. La torre dibuixada en la pel·lícula recorda la torre circular existent a Kells (vegeu foto a l'article Abadia de Kells). El referent principal és, naturalment, el Llibre de Kells i les seves il·luminacions que cobren vida en l'animació del film. Altres referents són el gat blanc que acompanya Aidà, anomenat Pangur Bán, i que és una al·lusió al poemet Pangur Bán escrit en irlandès antic per un monjo exiliat al continent i que parla d'un gat anomenat Pangur (Bán significa de pèl blanc o clar). La lluita subaquàtica de Brendan amb la serp en la qual s'ha metamorfosejat Crom Cruach s'ha comparat amb la de Beowulf amb la mare de Grendel (tot i que el Beowulf no és un referent irlandès).
De la mitologia celta irlandesa hi és present la divinitat Crom Cruach. L'ésser feèric representat per Aisling rep el nom del gènere literari aisling, que en irlandès significa 'visió, somni', on el poeta té una visió en forma de dona. L'espai del bosc, on habiten éssers sobrenaturals i on succeeixen fets meravellosos, es contraposa amb el de l'abadia.

## Recepció i premis[calcitació]

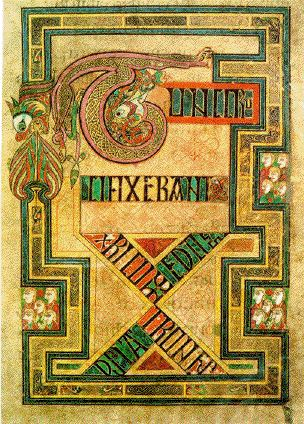
Un foli (124r) del Llibre de Kells, font d'inspiració per a la pel·lícula

La pel·lícula va rebre bones crítiques (per exemple en la web Rotten Tomatoes; vegeu infotaula) i també ha rebut diversos premis i nominacions.

### Guardons
- 2009: Premi de l'audiència al Festival Internacional de Cinema animat d'Annecy
- 2009: Premi de l'audiència al Festival Internacional de Cinema d'Edimburg
- 2009: Premi Roy E. Disney al Festival de Cinema de Seattle 2D Or Not 2D
- 2009: Gran premi al Festival Internacional de Cinema Animat de Seül[4]
- 2009: Premi de l'audiència al 9è Festival de Cinema Animat de Kecskemét; Premi Kecskemét City al 6è Festival of European Animated Feature Films and TV Specials[5]
- 2010: Premi a la millor animació al 7ens Premis de Cinema i Televisió Irlandesos[6]
- 2010: Millor animació europea als British Animation Awards[7]

### Nominacions
- 2009: Gran premi a la millor pel·lícula del Festival Internacional de Cinema Animat d'Annecy
- 2009: Millor pel·lícula d'animació al 22è European Film Awards
- 2009: Millor animació als 37è Premis Annie
- 2010: Millor pel·lícula 7è Premis de Cinema i Televisió Irlandesos
- 2010: Millor animació als 82ens Premis Oscar de 2009